# Fritjof Hillén
Elof Fritjof Valentin Hillén (Gotemburgo, 19 de maio de 1893 - 7 de novembro de 1977) foi um futebolista sueco, medalhista olímpico.

## Carreira
Fritjof Hillén fez parte do elenco medalha de bronze, nos Jogos Olímpicos de 1924.